# Proteina-L-isoaspartato(D-aspartato) O-metiltransferasi
La proteina-L-isoaspartato(D-aspartato) O-metiltransferasi è un enzima appartenente alla classe delle transferasi, che catalizza la seguente reazione:
S-adenosil-L-metionina + proteina L-isoaspartato ⇄ S-adenosil-L-omocisteina + proteina L-isoaspartato α-metil estere
I residui D-aspartato (ma non  L-aspartato) nelle proteine possono anche agire come accettori. L'enzima era precedentemente identificato anche con il numero EC 2.1.1.24.